# 양수 (수학)
양수(陽數)는 +1, 2, {\displaystyle {\sqrt {2}}}, π, e처럼 양의 부호(+)를 붙인 수로 0보다 큰 수다. 양수 중 양의 정수는 수론에서 자연수라고 일컬으며, 양수 앞에 붙은 부호 (+)는 생략할 수 있다.

## 같이 보기
- 양의 정수 (수론에서 일컫는 자연수)
- 음수